# Distretto di Phu Luang
Il distretto di Phu Luang (in thailandese: ภูหลวง) è un distretto (amphoe) della Thailandia, situato nella provincia di Loei.